# Kendall Wesenberg
Kendall Wesenberg (Castro Valley, 23 augustus 1990) is een Amerikaans skeletonster.

## Carrière
Wesenberg studeerde in 2012 af met een bachelor in Business aan de University of Colorado. Ze ging nadat ze afstudeerde naar Park City waar ze zich toelegde op skeleton. Na twee jaar kwalificeerde ze zich voor het nationale team en startte haar internationale carrière.
Wesenberg maakte haar wereldbeker debuut in het seizoen 2015/16 waar ze 11e werd. Haar beste resultaat behaalde ze in 2019/20 waar ze zesde werd. Sinds 2016 neemt ze deel aan de wereldkampioenschappen, in 2020 haalde ze haar beste resultaat individueel met een 10e plaats. Maar in de landencompetitie greep ze in 2019 net naast brons met een vierde plaats.
In 2018 nam ze deel aan de Olympische Winterspelen waar ze een 17e plaats behaalde.

## Resultaten

### Olympische Spelen
| Jaar | Plaats      | Resultaat |
| ---- | ----------- | --------- |
| 2018 | Pyeongchang | 17e       |

### Wereldkampioenschappen
| Jaar | Plaats       | Resultaat                           |
| ---- | ------------ | ----------------------------------- |
| 2016 | Igls         | 15e Individueel 6e Landenwedstrijd  |
| 2017 | Königssee    | 13e Individueel 10e Landenwedstrijd |
| 2019 | Whistler     | 11e Individueel 4e Landenwedstrijd  |
| 2020 | Altenberg    | 10e individueel 7e Gemengd team     |
| 2021 | Altenberg    | 19e Individueel                     |
| 2023 | Sankt Moritz | 13e Individueel                     |

### Wereldbeker
| Eindklasseringen \| Seizoen \| Rang \| \| --------- \| ---- \| \| 2015/2016 \| 11e \| \| 2016/2017 \| 13e \| \| 2017/2018 \| 15e \| \| 2018/2019 \| 6e \| \| 2019/2020 \| 11e \| \| 2020/2021 \| 21e \| \| 2022/2023 \| 15e \| |      |
| Seizoen | Rang |
| 2015/2016 | 11e  |
| 2016/2017 | 13e  |
| 2017/2018 | 15e  |
| 2018/2019 | 6e   |
| 2019/2020 | 11e  |
| 2020/2021 | 21e  |
| 2022/2023 | 15e  |